# 中華人民共和國第十一屆運動會天津代表團
中華人民共和國第十一屆運動會的天津代表團派出395位運動員參賽，共参与了21个大项、29个分项、144个小项的角逐。代表團以23金、14银、15.5铜的成績，於獎牌榜排名第8位，並以1081.5分於積分榜中排名11。